# مادس هانسن
مادس هانسن (بالنرويجية البوكمول: Mads Hansen)‏ هو مقدم تلفزيوني ولاعب كرة قدم نرويجي في مركز الوسط، ولد في 2 فبراير 1984 في درامن في النرويج. لعب مع نادي سترومسغودست ونادي فريدريكستاد ونادي ميوندالن.

## وصلات خارجية
- مادس هانسن على موقع اتحاد النرويج (النرويجية)
- مادس هانسن على موقع قاعدة بيانات كرة القدم.إي يو (الإنجليزية)
- مادس هانسن على موقع Soccerbase.com (لاعب) (الإنجليزية)
- مادس هانسن على موقع Soccerway.com (الإنجليزية)
- مادس هانسن على موقع عالم كرة القدم.نت (الإنجليزية)
- مادس هانسن على موقع IMDb (الإنجليزية)
- مادس هانسن على موقع قاعدة بيانات الفيلم (الإنجليزية)